# تسارویشته
تسارویشته (به بلغاری: Tsarvishte) یک منطقهٔ مسکونی در بلغارستان است که در شهرستان کوچرینوفو واقع شده‌است.
 تسارویشته ۲۲٫۲۱۸ کیلومتر مربع مساحت و ۶۴ نفر جمعیت دارد و ۴۵۱ متر بالاتر از سطح دریا واقع شده‌است.